# Hanne van Rossum
Hanne Maria van Rossum (Nieuw Heeten, 21 april 1996) is een voormalige Nederlandse handbalster die voor het laatst uitkwam in de Duitse 1. Handbal-Bundesliga voor FSG Mainz 05/Budenheim. Na het seizoen 2019/20 heeft ze haar carrière beëindigd. 
Van Rossum startte bij SV Nieuw Heeten waar ze tot 2013 speelde. Daarna kwam ze drie seizoenen uit voor Kwiek, gevolgd door twee jaar HSG Bad Wildungen Vipers. De laatste twee jaar was ze actief voor Mainz 05. In Nederland speelde ze voor de U17- en U19-ploeg.
In het seizoen 2019/2020 liep Van Rossum een zware blessure aan de rechter knie op. Ze werkte lang aan haar comeback, maar steeds weer was er tegenslag, zagen de prognoses er negatief uit. Na overleg met de clubarts en het fysioteam besloot ze om haar actieve carrière te beëindigen. Vanaf het seizoen 2020/2021 is van Rossum fysiotherapeute bij haar ploeg Mainz 05.